# Престон (Айдахо)
Престон  (англ. Preston) — город и административный центр округа Франклин  американского штата Айдахо. Население по переписи 2020 года составляло 5591 человек, по сравнению с 5204 жителями по переписи 2010 года. Он входит в состав статистического района Логан, штатов Юта-Айдахо.

## Население
| 2010 | 2020  |
| ---- | ----- |
| 5204 | ↗5591 |